# 平均輻射溫度
平均辐射温度被定義為一个假想的外壳所受之辐射能的等效均匀的温度，用以評估周遭環境由辐射热传递帶給人体的能量。平均輻射溫度還對熱舒適性指数，如生理等效温度（PET）或预测的平均投票（PMV）有很大影響。 我們對身處於建筑物中的熱舒適性感受，與該空間中的空气温度和表面温度十分相關。藉由控制操作操作温度（多指空氣溫度）和平均辐射温度可以創造更舒適的空間。 另外也可以透過通過對建築物内部的設計與使用輻射冷却和辐射加热裝置来達成。 
平均輻射溫度是基於以下物理原理：兩個物體之间的辐射能净交换等於它们的发射和吸收热量的能力（由Stefan-Boltzmann定律計算）乘上发射率與視界因子。 

## 計算方式
由于人体损失或吸收的辐射热量是其裸露的部分與周圍的物體交換的所有辐射通量的總和，因此平均辐射温度可以从测得的周圍表面的温度及其相对于表面的位置来计算。
其中最最簡單也最不準確的形式，它是周遭每個表面的溫度以各個表面的面積加權平均所得的值，表示為式（1）：
（1）{\displaystyle MRT=T_{1}A_{1}+T_{2}A_{2}+...+T_{n}A_{n}}
此處：
{\displaystyle MRT} 是平均辐射温度；
{\displaystyle T_{n}}       是表面温度，以絕對溫標為單位，以下標n為各個表面編號；
{\displaystyle A_{n}}  是各個表面的面積。
然而物體所接收到的熱輻射除了與周圍表面的温度、面積有關，同時與這些表面對於物體的視界因子有關。因此，有必要测量这些温度以及人与周围表面之间的視界因子。 大多数建筑材料的发射率ε高，因此可以假定房間内的所有物體表面都是黑體。根據Stefan-Boltzmann定律，平均辐射温度的四次方等于周围表面温度四次方的平均值，并分别乘以各個表面相對應的視界因子。表示為式（2）：
（2）{\displaystyle MRT^{4}=T_{1}^{4}F_{p-1}+T_{2}^{4}F_{p-2}+...+T_{n}^{4}F_{p-n}}
此處：
{\displaystyle MRT} 是平均辐射温度；
{\displaystyle T_{n}}       是表面温度，以絕對溫標為單位，以下標n為各個表面編號；
{\displaystyle F_{p-n}}  是人与表面n之间的角度因子。
如果外壳表面之间存在相对较小的温差，则可以将方程简化为以下线性形式： 
（3）{\displaystyle MRT=T_{1}F_{p-1}+T_{2}F_{p-2}+...+T_{n}F_{p-n}}
该线性公式趋向于给出较低的MRT值，但是在室溫狀態下，差异很小。 
通常，难以計算視界因子，此外，随着表面数量的增加并且形状复杂，该方法变得复杂且耗时。当前尚无有效收集此数据的方法。因此，确定平均輻射溫度的简便方法是使用特定温度计对其进行测量。

## 測量方式
可以使用黑球温度计估算MRT。黑球温度计由一个黑球组成，在其中心放置一个温度传感器，例如水银温度计或热电偶。球形罩理论上可以具有任何直径，但當球形罩的直径越小，空气温度和空气速度的影响越大，因此导致平均辐射温度的测量精度降低，且用於计算平均辐射温度的公式取决于球形罩的直径，因此直径为0.15（5.9英寸）通常建议中指定与这些公式一起使用。
为了使地球仪的外表面吸收来自外壳壁的辐射，地球仪的表面应通过电化学涂层或更一般地通过一层磨砂黑来变暗涂料。 该温度计实际上测量的是黑球温度（globe temperature，GT），在对流和辐射的作用下，热效应趋于热平衡，而对流和辐射来自外壳中不同热源。由于这个原理，知道GT可以确定平均辐射温度MRT。 根据ISO 7726标准，最常用的方程式（强制对流）如下：
（4）{\displaystyle MRT=\left[\left(GT+273\right)^{4}+{\frac {1.1\cdot 10^{8}\cdot v_{a}^{0.6}}{\varepsilon \cdot D^{0.4}}}(GT-T_{a})\right]^{1/4}-273}
{\displaystyle MRT}是平均辐射温度（°C）；
{\displaystyle GT}     是地球温度（°C）；
{\displaystyle v_{a}}       是地球高度的风速（m / s）；
{\displaystyle \varepsilon }         是球體的发射率（無單位）；
{\displaystyle D}        是地球仪的直径（米）；
{\displaystyle T_{a}}       是气温（°C）;
对于标准黑球（D = 0.15 m， {\displaystyle \varepsilon } = 0.95），可改寫式（4）為：
（5）{\displaystyle MRT=\left[\left(GT+273\right)^{4}+2,5\cdot 10^{8}\cdot v_{a}^{0,6}(GT-T_{a})\right]^{1/4}-273}
測量值還是會受空氣流動的影響，因为测量的黑球温度取决于对流和辐射熱傳。通过有效地增加温度计的尺寸，可降低对流熱傳的影響，并按比例增加辐射的影响。由于局部对流气流，黑球温度通常位于空氣温度和平均輻射溫度之間。空气越过地球温度计越快，GT越接近空气温度。
此外，由于平均輻射溫度是相對於人体定義的，因此传感器的形状也是一个因素。地球温度计的球形形状可以合理地近似就座的人。对于站立的人来说，在辐射不均匀的环境中，地球会高估地板或天花板上的辐射，因此椭球传感器可以提供更好的近似值。 
使用黑球温度计时，还需要采取其他一些预防措施，具体取决于测量条件。此外，有两种测量方法，例如双球辐射计和恒温空气传感器。